# Steve Jones (biólogo)
Steve Jones (Aberystwyth, 24 de março de 1944) é um professor de genética britânico, diretor do departamento de biologia da University College London. Seus estudos são conduzidos no laboratório Galton. Também é apresentador de televisão e premiado autor na área biológica, especialmente sobre a evolução, sendo um dos mais populares escritores sobre este tema, que aborda de modo simples e humorado.

## Biografia
Jones nasceu em Aberystwyth, Wales, e graduou-se na University of Edinburgh e na University of Chicago. Muitas de suas pesquisas se deram sobre o caracol e as pistas que sua anatomia podem trazer sobre a biodiversidade e a genética. Seu livro In the Blood (literalmente: No Sangue) explora, confirma e desmascara muitas vezes algumas das convicções sobre hereditariedade e genética. Os tópicos abordados incluem assuntos como "tribos perdidas", famílias reais européias e hemofilia.
Em 1996 ganhou da Royal Society o prêmio Michael Faraday por "suas numerosas contribuições, numa extensa gama de obras de ciência compreensível ao público, em áreas como a evolução e variedade humana, raça, sexo, doenças hereditárias e manipulação genética em seus muitos programas de rádio e televisão, conferências, livros populares de ciência e coluna científica regular no The Daily Telegraph e contribuições em outras midia jornalísticas".
É um Membro Distinto da British Humanist Association. Foi premiado com o segundo Irwin Prize como Secularista do Ano pela National Secular Society em 7 de outubro de 2006.

## Visão do criacionismo
Jones declarou que o criacionismo é anticientífico" e criticou criacionistas como Ken Ham. Sugeriu, em entrevista num programa radiofônico da BBC Radio Ulster em 2006 que aquele criacionista deveria perder a condição de doutor em medicina porque "todas as suas afirmações (criacionistas) caem diante o todo da ciência" e afirmou mais adiante que nenhum biólogo sério pode acreditar na criação bíblica.

### Books by Steve Jones
- Jones, Steve; Dawkins, Richard; Martin, Robert D.; Pilbeam, David R. (1994). The Cambridge Encyclopedia of Human evolution. [S.l.]: Cambridge University Press. ISBN 0-521-46786-1 (em inglês)
- Jones, Steve (1997). In the Blood: God, Genes and Destiny. [S.l.]: Houghton Miffin. ISBN 0-00-255512-3 (em inglês)
- Jones, Steve (1999). Almost Like a Whale: The Origin of Species Updated. [S.l.]: Doubleday. ISBN 0-385-40985-0 (em inglês)
- Jones, Steve (2000). The Language of the Genes. [S.l.]: Flamingo. ISBN 0-00-655243-9 winner of (Aventis Prize winner) (em inglês)
- Jones, Steve (2003). Y: The Descent of Men. [S.l.]: Flamingo. ISBN 0-618-13930-3 (em inglês)
- Jones, Steve and Van Loon, Borin (2005). Introducing Genetics. [S.l.]: Totem Books. ISBN 1-84046-636-7 (em inglês)
- Jones, Steve (2007). Coral. [S.l.]: Little, Brown. ISBN 978-0-316-72938-3 (em inglês)

### Artigos de Steve Jones
- Steve Jones view from the lab: Scientist or media tart? (em inglês)
- Steve Jones entrevista em laboratório: dinossauros, acadêmicos e o caso do biscoito de gengibre (em inglês)
- Steve Jones View from the lab: the hard cell (em inglês)
- Steve Jones: Why is there so much genetic diversity (em inglês)
- Steve Jones: Don't blame the genes (em inglês)

### Artigos sobre Steve Jones
- Steve Jones: A highly original species (em inglês)
- Steve Jones: Is human evolution finally over? (em inglês)
- Professor Steve Jones: My work space (em inglês)

## Televisão
Steve Jones apresentou a série televisiva In the Blood, em seis capítulos, sobre genética humana, em 1996.

## Citação
- "A evolução está para as ciências sociais como as estátuas para as aves: uma conveniente plataforma na qual depositam idéias mal-digeridas." (Tradução livre para: "Evolution is to the social sciences as statues are to birds: a convenient platform upon which to deposit badly digested ideas.")